# Johan Pedersson Uggla
Johan Pedersson Uggla (født 1976) er en svensk-dansk virksomhedsleder.
Johan Pedersson Uggla er søn af Peter Uggla og Ane Mærsk Mc-Kinney Uggla, samt bror til Robert Mærsk Uggla. Han er desuden barnebarn af Mærsk McKinney Møller.
Johan Pedersson Uggla er vokset op i Stockholm, hvor han er uddannet civilingeniør. Han arbejder i dag som chef for A.P. Møller-Mærsks havneterminal i Aarhus.
Han er gift med Venstre-politikeren Laura Hay, med hvem han har en datter.